# Rhaphidophora sabit
Rhaphidophora sabit är en kallaväxtart som beskrevs av Peter Charles Boyce. Rhaphidophora sabit ingår i släktet Rhaphidophora och familjen kallaväxter. Inga underarter finns listade.